# キオプリス＝ヴィスコーネ
キオプリス＝ヴィスコーネ（伊: Chiopris-Viscone; フリウリ語: Cjopris Viscon）は、イタリア共和国フリウリ＝ヴェネツィア・ジュリア州ウーディネ県にある、人口約700人の基礎自治体（コムーネ）。

## 地理

### 位置・広がり

#### 隣接コムーネ
隣接するコムーネは以下の通り。括弧内のGOはゴリツィア県所属を示す。
- コルモンス (GO)
- メデーア (GO)
- サン・ジョヴァンニ・アル・ナティゾーネ
- サン・ヴィート・アル・トッレ
- トリヴィニャーノ・ウディネーゼ

### 気候分類・地震分類
キオプリス＝ヴィスコーネにおけるイタリアの気候分類 (it) および度日は、zona E, 2295 GGである。
また、イタリアの地震リスク階級 (it) では、zona 3 (sismicità bassa) に分類される。